# Trichostomum laticostatum
Trichostomum laticostatum är en bladmossart som beskrevs av Thériot 1921. Trichostomum laticostatum ingår i släktet lansettmossor, och familjen Pottiaceae. Inga underarter finns listade i Catalogue of Life.